# Llista de conjunts de glam rock
Aquesta llista de conjunts de glam rock inclou artistes i formacions que han tingut una certa rellevància per a l'estil musical glam rock o han tingut un cert reconeixement o publicitat (com és el cas que haja estat en una discogràfica gran o coneguda). Aquesta llista no inclou conjunts locals poc coneguts. Les formacions estan ordenades segons la primera lletra del seu nom (no s'inclouen les paraules a, an, o the), i els noms de cantants estan ordenats pel seu cognom.

## Glam rock (anys 70)
- Alice Cooper,USA
- Alvin Stardust
- Another Pretty Face
- The Arrows
- Marc Bolan
- David Bowie
- Cockney Rebel
- Cherry Vanilla
- Wayne County
- Steve Currie
- Brian Eno
- Mickey Finn
- Gary Glitter
- Geordie
- The Glitter Band
- Hawkwind
- Ian Hunter
- Iggy & the Stooges
- Iron Virgin
- Ivan Dias Martins
- Jobriath
- Kenny
- Kiss
- Klaus Nomi
- Lou Reed,USA
- Phil Manzanera
- Mott the Hoople
- Move
- Mud
- New York Dolls,USA
- Queen
- Mick Ronson
- Roxy Music/Bryan Ferry
- The Runaways
- Sailor
- Silverhead
- Slade
- Sparks
- Suzi Quatro
- Sweet
- T. Rex
- Wizzard

## Neo-Glam (després dels anys 70)
Bandes que incorporen influències d'altres estils com ara Heavy Glam:
- The 69 Eyes
- Adam and the Ants
- Adam Ant
- The Ark
- Babylon Chàt
- Bauhaus
- Christian Death
- Culture Club
- The Darkness
- Dead Or Alive
- Duran Duran
- Electric Angels
- Goldfrapp
- Hanoi Rocks
- Human League
- Joan Jett and the Blackhearts
- Kevin Cahoon and the Ghetto Cowboy
- Manic Street Preachers
- Marilyn Manson (Mechanical Animals era)
- Maverick
- Mötley Crüe (l'època de Theatre of Pain)
- Placebo
- Plasmatics
- Poison
- Sigue Sigue Sputnik
- Spacehog
- Spandau Ballet
- Suede
- Transvision Vamp
- Visage